# Plastic to Energy
폐플라스틱을 원료로 고순도 청정수소를 생산하는 기술이다.

## 상세
P2E 사업은 폐플라스틱을 원료로 하여 파·분쇄, 불순물 제거 등 전처리 공정을 거치고, 폐플라스틱 용융(열분해) 및 가스화 공정, CO2포집 및 수소 정제 공정을 거친 후 수소를 생산하는 사업이다. 이러한 과정으로 생산된 수소는 수소 연료전지발전, 수소 모빌리티 충전, 합성연료 이퓨얼(e-Fuel) 생산 등에 활용될 예정이다. 2023년 9월 13일 수소 산업 전문 전시회 ‘H2 MEET 2023’에서 현대엔지니어링이 해당 기술을 공개했다.

## 같이 보기
수소 경제
탄소 중립
현대엔지니어링
현대자동차그룹